# 韩志凯
韩志凯（1960年12月—），男，汉族，江苏灌南人，中华人民共和国军事人物、政治人物，中国人民解放军少将，曾任中国人民解放军炮兵第九师师长，上海警备区副参谋长，上海市民防办公室副主任，上海警备区参谋长，中共重庆市委常委、重庆警备区司令员、党委副书记。